# Guy Henry (aktor)
Guy Henry (ur. 10 października 1960 w Londynie) – brytyjski aktor filmowy, telewizyjny i teatralny. Wystąpił w serialu Szpital Holby City (2010–2020) w roli Henrika Hanssena, filmach Harry Potter i Insygnia Śmierci, Część 1 (2010) i Harry Potter i Insygnia Śmierci, Część 2 (2011) jako Pius Thicknesse, serialu Rzym (2005–2007) w roli Gajusza Kasjusza Longinusa oraz filmie Łotr 1: Gwiezdne Wojny – historie (2016) w roli Wilhuffa Tarkina. W 1971 mając jedenaście lat po raz pierwszy wystąpił na scenie z Highcliffe Charity Players (HCP). W latach 1979–1981 studiował w Royal Academy of Dramatic Art. Związany z Chapel Lane Theatre Company.